# Ardore
Ardore est une commune italienne de la province de Reggio de Calabre dans la région Calabre en Italie.

## Géographie
La commune se situe à environ 88 kilomètres du chef-lieu de la province, Reggio de Calabre. De plus, elle fait partie d'une région historique nommée la Locride et elle borde la mer Ionienne. La commune se divise en deux noyaux urbains distincts :
- Ardore Marina (la Marine d'Ardore), zone urbaine moderne, qui s'est développée sur la côte ionienne à proximité d'un plage touristique.
- Ardore Superiore (Ardore Supérieure), zone urbaine antique, qui est située sur un promontoire montagneux à 6 kilomètres de distance d'Ardore Marina.

## Administration

### Liste des maires

#### Royaume d'Italie (1860-1947)
| Période | Période | Identité               | Étiquette | Qualité                       |
| ------- | ------- | ---------------------- | --------- | ----------------------------- |
| 1860    | 1860    | Pasquale Rianò         |           | Maire                         |
| 1860    | 1861    | Tommaso Marando        |           | Maire                         |
| 1861    | 1862    | Domenico Todarello     |           | Maire                         |
| 1862    | 1863    | Domenico Zappia        |           | Maire                         |
| 1864    | 1866    | Pietro Zappia          |           | Maire                         |
| 1867    | 1867    | Giuseppe Gliozzi       |           | Assesseur communal            |
| 1867    | 1867    | Carlo Gliozzi Cusaci   |           | Maire                         |
| 1868    | 1868    | Enrico Agostini        |           | Commissaire royal             |
| 1869    | 1872    | Saverio Giovinazzo     |           | Maire                         |
| 1873    | 1876    | Raffaele Mesiti        |           | Maire                         |
| 1876    | 1876    | Corrado Sofia          |           | Commissaire royal             |
| 1877    | 1878    | Francesco Zappia       |           | Assesseur communal            |
| 1878    | 1878    | Nicola Mollica         |           | Assesseur communal            |
| 1879    | 1882    | Saverio Gliozzi        |           | Maire                         |
| 1882    | 1882    | Alfonso Spatolisano    |           | Maire                         |
| 1883    | 1886    | Giambattista Brizzi    |           | Maire                         |
| 1886    | 1896    | Domenico Brancatisano  |           | Maire                         |
| 1897    | 1897    | Domenico Beisso        |           | Commissaire royal             |
| 1897    | 1900    | Stefano Giurato        |           | Maire                         |
| 1900    | 1903    | Giovanni Macrì         |           | Maire                         |
| 1904    | 1905    | Stefano Giurato        |           | Maire                         |
| 1906    | 1911    | Ersilio Brancatisano   |           | Maire                         |
| 1912    | 1917    | Domenico Zappavigna    |           | Maire                         |
| 1918    | 1918    | Domenico Buccafurri    |           | Maire                         |
| 1919    | 1920    | Salvatore Marzano      |           | Commissaire-préfet            |
| 1921    | 1923    | Domenico Chinè         |           | Maire                         |
| 1924    | 1924    | Domenico Zappia        |           | Commissaire-préfet            |
| 1924    | 1924    | Ettore Marando         |           | Commissaire-préfet            |
| 1925    | 1925    | Giuseppe Rao           |           | Commissaire-préfet            |
| 1925    | 1925    | Francesco Gervasio     |           | Commissaire-préfet            |
| 1926    | 1929    | Leopoldo Tripi         |           | Podestat                      |
| 1930    | 1931    | Bruno Laganà           |           | Commissaire-préfet            |
| 1932    | 1934    | Francesco Giurato      |           | Podestat                      |
| 1935    | 1935    | Domenico Arcuri        |           | Commissaire-préfet            |
| 1935    | 1937    | Pietro Spanò           |           | Podestat                      |
| 1938    | 1943    | Giovambattista Gliozzi |           | Podestat                      |
| 1944    | 1949    | Francesco Autelitano   |           | Commissaire-préfet puis maire |

#### République italienne (depuis 1947)
| Période | Période  | Identité                                                                          | Étiquette                 | Qualité                       |
| ------- | -------- | --------------------------------------------------------------------------------- | ------------------------- | ----------------------------- |
| 1944    | 1949     | Francesco Autelitano                                                              |                           | Commissaire-préfet puis maire |
| 1950    | 1953     | Domenico Gelonese                                                                 |                           | Maire                         |
| 1954    | 1957     | Domenico Spatolisano                                                              |                           | Maire                         |
| 1958    | 1965     | Giovambattista Minici                                                             |                           | Maire                         |
| 1966    | 1966     | Salvatore Pani                                                                    |                           | Commissaire-préfet            |
| 1967    | 1970     | Emanuele Terrana (it)                                                             | Parti républicain italien | Maire                         |
| 1971    | 1973     | Domenico Pelle                                                                    |                           | Maire                         |
| 1974    | 1975     | Domenico Mannino                                                                  |                           | Commissaire-préfet            |
| 1976    | 1980     | Eugenio Marando                                                                   |                           | Maire                         |
| 1981    | 1983     | charge vacante                                                                    |                           |                               |
| 1984    | 1987     | Domenico Pelle                                                                    |                           | Maire                         |
| 1988    | 1990     | Aurelio Scarfò                                                                    |                           | Maire                         |
| 1991    | 1992     | Bruno Bova                                                                        |                           | Maire                         |
| 1993    | 1997     | Giuseppe Maria Grenci                                                             |                           | Maire                         |
| 1997    | 2001     | Francesco Romeo                                                                   |                           | Maire                         |
| 2001    | 2006     | Giuseppe Grenci                                                                   |                           | Maire                         |
| 2006    | 2013     | Giuseppe Campisi (réélu en 2011)                                                  |                           | Maire                         |
| 2013    | 2015     | Commission extraordinaire (Francesco Mauceri, Maria Leopardi, Gaetano Tufariello) |                           | Commissaires extraordinaires  |
| 2015    | en cours | Giuseppe Maria Grenci                                                             |                           | Maire                         |

### Communes limitrophes
Benestare, Bovalino, Ciminà, Platì, Sant'Ilario dello Ionio